# Tom, Dick and Hairy
Pour plus de détails, voir Fiche technique et Distribution.
Tom, Dick and Hairy (風塵三俠, Feng chen san xia) est une comédie romantique hongkongaise réalisée par Lee Chi-ngai et Peter Chan et sortie en 1993 à Hong Kong.
Elle totalise 17 064 766 HK$ de recettes à Hong Kong.

## Synopsis
Tom Chan (Tony Leung Chiu-wai), Dick Ching (Tony Leung Ka-fai) et son cousin Hairy Mo (Lawrence Cheng) vivent dans le même immeuble mais connaissent chacun une situation amoureuse différente. 
Tom et sa petite amie Joyce sont totalement en harmonie, mais l'amour n'est plus néanmoins devenu qu'un sentiment. Un soir, se rendant dans une boîte de nuit pour briser la routine, Tom rencontre une superbe fille appelée Cat (Ann Bridgewater). Ils tombent amoureux, mais comme la date de mariage de Tom approche, il doit prendre une décision difficile. 
Dick est un playboy qui a souvent des relations sans lendemain et dont la dernière conquête est Wai-fong (Anita Yuen). Puis la petite sœur de Tom, Pearl (Athena Chu), revient à Hong Kong des États-Unis et il tombe amoureux d'elle. Mais d'un autre côté, il se rend compte qu'il a toujours aimé Wai-fong qui est partie au moment où il voulait lui déclarer son amour.
Hairy est célibataire et rencontre Michelle, un homme divorcé, qui se révèle être homosexuel. Hairy sort ensuite avec une fille nommée Francis qui ressemble de façon frappante à son idole Vivian Chow (en), un événement inattendue pour cet homme très solitaire.

## Fiche technique
- Titre original : 風塵三俠
- Titre international : Tom, Dick and Hairy
- Réalisation : Lee Chi-ngai et Peter Chan
- Scénario : James Yuen, Lee Chi-ngai et Chan Hing-ka
- Musique : Lowell Lo
- Photographie : Bill Wong
- Montage : Chan Kei-hop
- Production : Claudie Chung et Gordon Chan
- Société de production : United Filmmakers Organisation
- Société de distribution : Newport Entertainment
- Pays d'origine :  Hong Kong
- Langue : cantonais
- Genre : comédie romantique
- Durée : 94 minutes
- Date de sortie :
  - Hong Kong : 26 février 1993
  - Corée du Sud : 26 juin 1999

## Distribution
- Tony Leung Chiu-wai : Tom Chan
- Tony Leung Ka-fai : Dick Ching
- Lawrence Cheng : Hairy/Giorgio Mo
- Michael Chow : Michelle
- Ann Bridgewater : Cat
- Anita Yuen : Wai-fong
- Jay Lau : Joyce Lau
- Athena Chu : Pearl Chan
- Vivian Chow (en) : Francis
- Jessica Hsuan (en) : la femme au restaurant avec le groupe de rencontres
- Kim Yip : le prêtre
- Michael Wong : l'homme sur le ferry (caméo)
- Wong Wai-kei : la petite amie de Dick 1 (la mannequin)
- Yeung Qui-lee : la petite amie de Dick 2
- Cheung Yin-kei : la petite amie de Dick 3 (la Japonaise)
- Lau Chiu-fan : le producteur
- Kan Wai-yan : la fiancée
- Leung Mei-yee : la demoiselle d'honneur
- Sze Hiu-lung : l'homme parfait
- Lai Mei-ling : le guichetier de banque
- Simon Cheung : le client de la boite de nuit de Cat
- Kwok Si-wing : le tailleur de robe de mariée de Joyce
- Lo Wai-ling : le rencart anonyme de Hairy 1
- Vi Vi : le rencart anonyme de Hairy 2
- Cheng Wai-kit : le rencart anonyme de Hairy 3
- Chow Tak-ming : l'employé de l'agence matrimonial
- Teddy Chan (en) : un homme au restaurant avec le groupe de rencontres
- Choi Yue-cheung :un homme au restaurant avec le groupe de rencontres
- Leung Kai-chi : le père de Joyc
- Matthew Link : le serveur du restaurant français
- Chan Siu-hung : le groom
- Tse Chi-wah : le déménageur de biens électroniques
- Leo : le peintre de rue
- Yu Ngai-ho : un invité à la fête de Dick
- Hui Sze-man : la matrone